# Кронкув
Кронкув (пол. Krąków) — село в Польщі, у гміні Варта Серадзького повіту Лодзинського воєводства.
Населення — 175 осіб (2011).
У 1975-1998 роках село належало до Серадзького воєводства.

## Демографія
Демографічна структура станом на 31 березня 2011 року:
|          | Загалом | Допрацездатний вік | Працездатний вік | Постпрацездатний вік |
| -------- | ------- | ------------------ | ---------------- | -------------------- |
| Чоловіки | 98      | 25                 | 62               | 11                   |
| Жінки    | 77      | 15                 | 42               | 20                   |
| Разом    | 175     | 40                 | 104              | 31                   |